# Jean Busson
Pour les articles homonymes, voir Busson.
Jean Busson, alias Dachs, né le 2 août 1920 et mort le 31 août 2007, est un écrivain scout français

## Biographie
Né le 2 août 1920 à Villeneuve-Saint-Georges, Dachs entre à la 1re Villeneuve-Saint-Georges Scouts de France en 1935. Il est ensuite routier, chef de la 1re Quimper des Scouts de France, puis chef en Algérie. Il est pensionnaire au Lycée Henri-IV avant de préparer le concours de Saint-Cyr à Quimper.
Après la Libération, il dirige la collection Jeunes de France aux éditions Dumas où il publie plusieurs romans scouts. Puis il crée les Editions du Lys et les Editions de la Vigie où il publie également plusieurs romans.
En 1950, il reçoit le Prix Paul Flat pour Cheik-el-Baroud, paru en 1949. En 1955, il publie Le Puits d'El-Hadjar dans la collection Signe de Piste ; plusieurs de ses romans sont inspirés de ses voyages dans le Hoggar et de son expérience scoute. Très proche de Georges Ferney, il sera, avec lui, compromis dans une affaire de mœurs à la fin des années cinquante,.
En plus des ouvrages signés Dachs (pseudonyme reprenant son totem scout blaireau traduit en allemand), il signe certaines œuvres de son véritable patronyme et utilise aussi le pseudonyme de Jean Nils.
A sa retraite de cadre d’une grande société chimique, il reprend sa plume et publie de nouveaux romans scouts (collection Totem aux éditions du Triomphe) et réécrit certains de ses premiers romans (collection Les Jeux de l'Aventure aux Éditions Elor).
Il meurt le 31 août 2007 d’une longue maladie.

## Distinctions et récompenses
- Prix Paul-Flat 1950
- Chevalier de l'ordre national du Mérite (2000)[7]
- Chevalier de la Légion d'honneur (1990)[8]

## Œuvres
Sous le pseudonyme de Dachs :
- L'Étrange Aventure de Carnoët, Éditions Dumas, Collection Jeunes De France, Paris, 1945 - réédition Éditions Elor, Les Jeux de l'aventure, n°28, 2001
- La patrouille a peur des légendes
- Patrouille fantôme
- Tran-ar-Rhum
- La Mémorable Patrouille des lynx
- Tactique de patrouille
- La Cigale (chants d'éclaireurs)
- Les Survivants de la ville morte
- Les Captifs El-Riath
- Le Puits d'El-Hadjar, Éditions Alsatia, collection Signe de Piste
- Six Foulards verts (en collaboration avec Serge Dalens)
- Divertissements (en collaboration avec Louis Simon)
- La Patrouille au camp (en collaboration avec Robert Gaulier)
- Jeux et Fantaisie dramatiques (en collaboration avec Louis Simon)[9]
- Suspenses à Plougasnou[10]
- Opération Trois-marches
- Baden-Powell et les Cadets de Mafeking
- La Piste sauvage

Sous le patronyme de Jean Busson :
- Fort des sables
- Que passe le vent d'avril, Éditions du Lys, Paris, 1950[11]
- Cheik-El-Baroud - Prix Paul Flat de l'Académie Française 1950
- Contes Touaregs
- Le Prince des spahis
- La Chasse en novembre, Ed. Guénégaud, 1998, 227 p. - Réimpression du volume paru en 1953 sous le titre La Retraite manquée. Préface de Denis Tillinac.

Sous le pseudonyme de Jean Nils :
- Le Rendez-vous à l'oasis
- Le Serment sur la grève
- La Fiancée des sables